# 梅阿纳萨尔多
梅阿纳萨尔多（義大利語：Meana Sardo），是意大利撒丁大区努奥罗省的一个市镇。总面积73.92平方公里，人口1945人，人口密度26.3人/平方公里（2009年）。ISTAT代码为091047。